# Grubonja
Grubonja (de Grubegna, Grubagna, Grubegna, Grubogna, Grubonia, Lucbogna) je hrvatska plemićka obitelj iz Zadra. U Zadru od 12. do 15. stoljeća. Grana roda Vitača (Vitaze). Obnašali razne visoke gradske i diplomatske dužnosti.
Obiteljsko ime izvedeno je iz osobnog imena Grube. Rodonačelnik je Grube Lomprin (Grube Lampredii). Zabilježen kao svjedok pri utvrđivanju granica posjeda benediktinskog samostana sv. Marije u Zadru travnja 1190., a u svibnju među Zadranima koji su vratili zadarskom benediktinskom samostanu sv. Krševana otok Maun. Grubin sin Marin bio je 1. kolovoza 1247. nazočan kao pregovarač pri sklapanju mira između Zadrana i Mletačke Republike (1243. Mlečani su podigli vojnu na Zadar). Marinova kuća je data po zadarskom knezu Leonardu Quirinu, a po duždevu nalogu, dominikancima za samostan. Grubonje su bili pristaše Anžuvinaca. Dali brojne poznate pripadnike, od kojih se ističe kraljevski vitez, poslanik i rektor u Zadru Pavao, poslanik i član Tajnog vijeća Ilija, egzaminator Krševan. Dobivali su odgovorne diplomatske zadaće, pa su Grubonje bili pregovarači pri sklapanju mirovnih sporazuma (mletačko-zadarski), izaslanici kod kraljeva (Žigmund Luksemburški) i vojvoda (Hrvoje Vukčić Hrvatinić). Padom Zadra pod Mletke uloga Grubonja slabi. Jedan ogranak obitelji završio je u Kotoru. Imali su posjede na Ugljanu, Babinu Dubu, Zadru, Ižu.